# Canadian Rockies
De Canadian Rockies, of Canadese Rockies die deel uitmaken van van de Noord-Amerikaanse Rocky Mountains, zijn gelegen in de Canadese provincies Alberta en British Columbia. Ze grenzen aan de Amerikaanse staten Idaho en Montana. Het hoogste punt is Mount Robson met 3954 meter.
Het gebergte werd 80 tot 55 miljoen jaar geleden gevormd door de Laramide orogenese. Erosie door water en gletsjers heeft het gebied sindsdien omgevormd tot diepe valleien en steile bergtoppen. Op het einde van de laatste ijstijd vestigden de eerste mensen zich in de Rockies. Er zijn grote stukken van de bergketen beschermd als nationale parken. De Rockies zijn een populaire vakantiebestemming voor wandelaars en kampeerders.
In tegenstelling tot de Canadese Rockies is het Amerikaanse deel van de Rockies is veel minder een aaneengesloten gebergte. Zo worden de Southern Rocky Mountains van de rest van de Amerikaanse Rockies gescheiden door de open vlaktes van centraal Wyoming.

## Situering en begrenzing

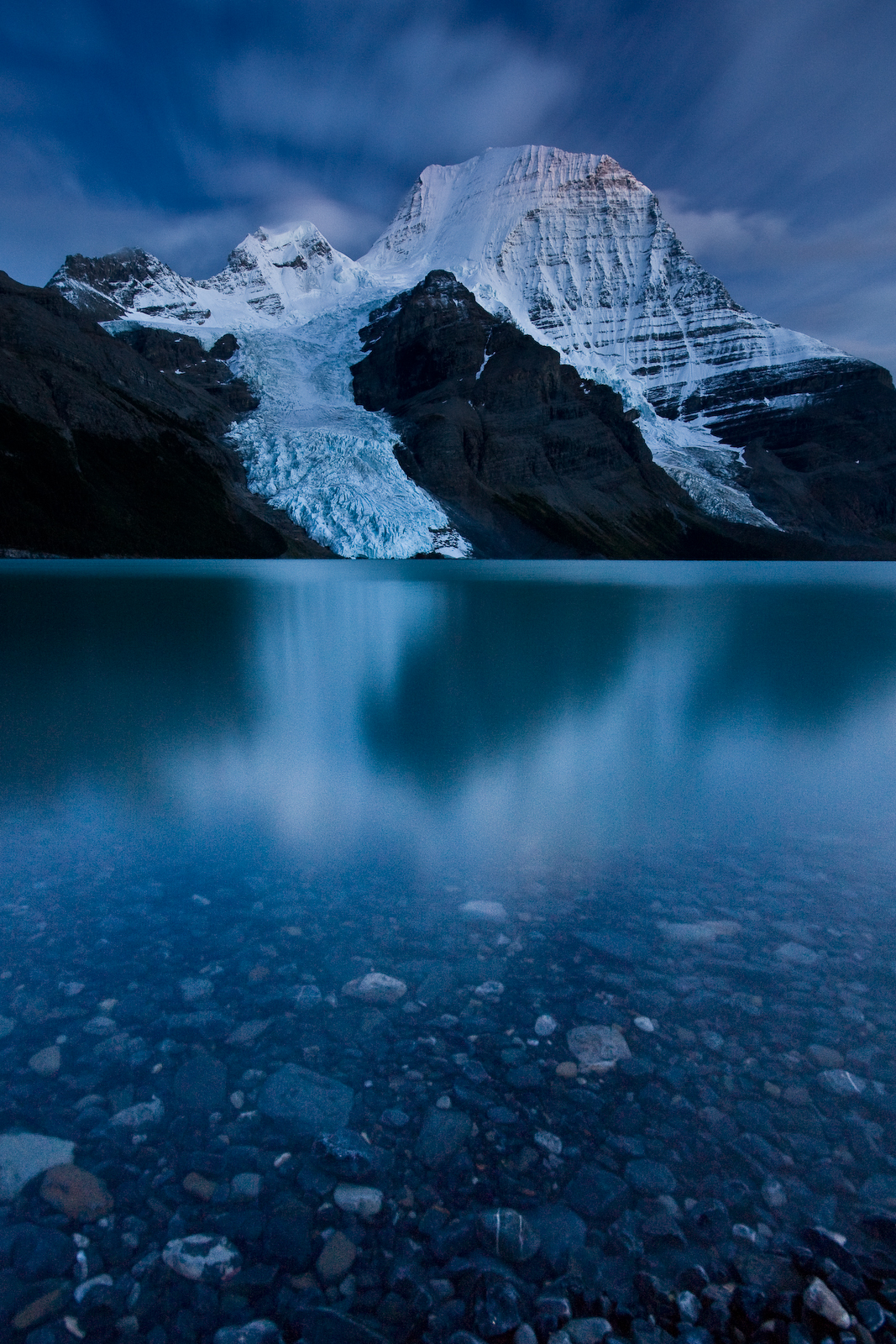
Mount Robson in British Columbia, Canada.

De Rockies liggen in de provincies Alberta en British Columbia en worden in het oosten begrensd door de Canadese prairies en in het westen door de Rocky Mountain Trench. Deze Rocky Mountain Trench is een enorme slenk die over de gehele lengte van British Columbia loopt van zijn begin in het midden van de vallei van rivier de Flathead in het westen van Montana tot aan de zuidelijke oever van de Liard.
De Canadian Rockies zijn het meest oostelijke deel van de Canadese Cordillera, de benaming voor alle gebergten in West-Canada. De Canadese Cordillera maakt op haar beurt deel uit van Amerikaanse Cordillera, die van Alaska tot Vuurland loopt.
De bergen ten westen van de zuidelijke Canadian Rockies heten Columbia Mountains en maken geen deel uit van de Rockies. Ze worden beschouwd als een apart systeem in Canada. Verder naar het noorden en tegenover de Muskwa Range aan de andere (westelijke) kant van de Rocky Mountain Trench, liggen de Stikine Ranges en de Omineca Mountains van de "Interior Mountains" van British Columbia. Een klein gebied net ten oosten van de stad Prince George, het McGregor Plateau, lijkt aan te sluiten bij de Rockies, maar wordt beschouwd als onderdeel van het Interior Plateau.
In het noorden wordt de loop van de Liard als uiterste noordelijke grens gehanteerd. In tegenstelling tot wat velen denken, behoren de Liard Mackenzie Mountains, die de naam dragen van een gelijknamige rivier in het gebied, niet tot de Rocky Mountains. 

## Onderverdelingen van de Canadese Rockies

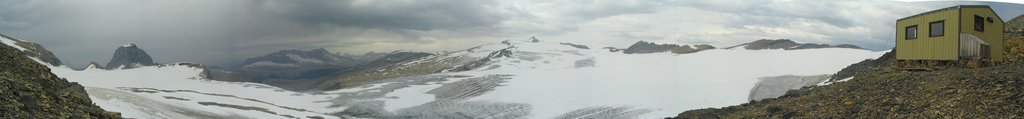
Het Waputik Icefield ligt in de Central Main Ranges

De Rockies lopen niet door Yukon, Alaska of het midden van British Columbia. In het midden van Brits-Columbia liggen de Columbia Mountains, die deel uitmaken van het Rocky Mountain System (maar niet de Rocky Mountains). De zuidwaartse uitloper van die Columbia Mountains (de Cabinet Mountains, en zuidelijker de Bitterroot Range) wordt daarentegen wel beschouwd als een deel van de Rockies in de Verenigde Staten. In Canada staat het Rocky Mountain systeem ook bekend als het Eastern System.
De Canadese geografen definiëren drie hoofdgroepen van "ranges": de Continental Ranges, de Hart Ranges en de Muskwa Ranges. De laatste twee flankeren de rivier de Peace, de enige rivier die dwars door de Rockies loopt. De "Peace Canyon" doorkruist de Rockies hier van west naar oost, maar is vandaag ondergelopen door het stuwmeer Williston Lake. De Muskwa en Hart Ranges vormen samen de Noordelijke Canadese Rockies (Far Northern Rockies). De Continental Ranges zijn zo genoemd omdat de Continental Divide door deze bergketens loopt. Ten westen van de waterscheiding stroomt het water in de Canadese Rockies naar de Grote Oceaan; ten oosten ervan stroomt het water naar onder meer de Hudsonbaai en de Beaufortzee. De Muskwa en Hart Ranges daarentegen liggen volledig in het stroomgebied van de Mackenzie, die uitkomt in de Beaufortzee (Noordelijke IJszee). De hydrografische grens tussen de Hart Ranges en de Continental Ranges ligt bij Monkman Pass (in Monkman Provincial Park): hier draait de continentale waterscheiding scherp naar het zuidwesten en verlaat deze de Rocky Mountains. Dertig kilometer naar het zuidwesten, in Arctic Pacific Lakes Provincial Park liggen Arctic Lake (dat via de Parsnip River afstroomt naar de Peace-Mackenzie) en Pacific Lake (McGregor - Fraser) vlak naast mekaar. Naast deze hydrografisch bepaalde grens zijn er ook nog andere definities die de Continental Ranges een stuk zuidelijker laten eindigen (ten zuidwesten van Mount Ovington of nog dichter bij Mount Robson). Zo wordt Mount Ovington doorgaans gerekend tot de Hart Ranges, waarvan deze berg dan direct het hoogste punt vormt.
De Continental Ranges worden verder als volgt onderverdeeld:
- Northern Continental Ranges: het noordelijke deel
- Central Main Ranges: het westelijke centrale deel
- Central Front Ranges: het oostelijke centrale deel
- Southern Continental Ranges: het zuidelijke deel

Een andere mogelijke indeling van de Continental Ranges is de volgende:
- Front Ranges: het gehele oostelijke deel van de Canadese Rockies
- Main Ranges (of Park Ranges): de Central Main Ranges + het centrale deel van Southern Continental Ranges + westelijk deel van de Northern Continental Ranges
- Kootenay Ranges: het smalle meest westelijke deel van de Southern Continental Ranges, direct ten oosten van de Trench

De Front Ranges liggen ten oosten van de Main Ranges en zijn over het algemeen wat lager dan de Main Ranges. Mount Robson is de meest prominente berg van de gehele Rocky Mountains en ligt in de Rainbow Range, een "main range" in de Northern Continental Ranges. De Icefields Parkway loopt over zijn gehele lengte door de dalen die de Central Main Ranges (in het westen) scheiden van de Central Front Ranges (in het oosten). Het Columbia Icefield (met Mount Columbia) en het Waputik Icefield liggen beiden ten westen van deze weg, in de Central Main Ranges.
De toeristische Bow Range met het mooie Moraine Lake is een "main range" in het centrale deel van de Southern Continental Ranges.
Over de gehele lengte worden de Canadese Rockies aan de westzijde begrensd door de Rocky Mountain Trench, een grote slenk. Tegenover de Continental Ranges liggen aan de overzijde (westzijde) van deze grote slenk de Columbia Mountains, die op hun beurt bestaan uit verschillende parallelle bergketens.
In het zuiden sluiten de Southern Continental Ranges aan bij de Noordelijke Amerikaanse Rockies. Zo ligt de Lewis Range deels in het Canadese Waterton Lakes National Park en deels in het Amerikaanse Glacier National Park.

## Werelderfgoed en nationale en provinciale parken
In dit gebergte liggen vijf nationale parken. Deze vijf parken zijn erkend als werelderfgoed.
Vier van deze zijn ingeschreven onder de groepering Canadian Rocky Mountain Parks:
- Nationaal park Banff
- Nationaal park Jasper
- Nationaal park Kootenay
- Nationaal park Yoho

Het vijfde park, dat deel uitmaakt van het Waterton Glacier International Peace Park:
- Nationaal park Waterton Lakes

Daarnaast zijn er ook nog 3 provinciale parken die deel uitmaken van dit werelderfgoed van de Canadian Rocky Mountain Parks:
- provinciaal park Mount Robson
- provinciaal park Hamber
- provinciaal park Mount Assiniboine

De grootste en meest bekende andere provinciale parken zijn:
- Northern Rocky Mountains Provincial Park
- Kwadacha Wilderness Provincial Park
- Stone Mountain Provincial Park
- Muncho Lake Provincial Park